# Борщевик персидский
Борщевик персидский (лат. Heracléum persicum) — многолетнее травянистое растение рода Борщевик, семейства Зонтичные. По морфологическим и физиологическим признакам напоминает борщевик Сосновского.
В отличие от других видов рода Борщевик, является поликарпическим растением.

## Описание
Борщевик персидский — растение высотой до 4 метров, с толщиной стебля около 3 см, что отличает его от родственного вида борщевика Сосновского.
Произрастает главным образом во влажных горных районах Ирана и некоторых странах Юго-Западной Азии. В 1830 году растение завезли в Скандинавию, где оно превратилось в инвазивный вид. Сейчас Борщевик Персидский широко распространён в Норвегии, особенно в её северных районах, где его в шутку называют «Пальма из Тромсё» (норв. Tromsøpalme). Растение также встречается в Швеции и Финляндии, где местные власти активно предпринимают меры по борьбе с ним.

## Токсичность
Как и другие гигантские борщевики, содержит фуранокумарины, вызывающие фитофотодерматиты — болезненные ожоги с волдырями, появляющиеся при контакте с растением в солнечную погоду. Есть данные, что сок борщевика персидского менее ядовит, чем сок борщевика Мантегацци.

## Методы борьбы

Распространение борщевика персидского в Европе

Среди мер борьбы наиболее активно применяют кошение и выкапывание, а также опрыскивание глифосатом. При уничтожении борщевика персидского, как и в случае с другими борщевиками, нужно носить защитную одежду, плотные перчатки и маску на лицо. Металлические инструменты, использовавшиеся при уничтожении борщевика, следует промыть после работы.

## Приправа

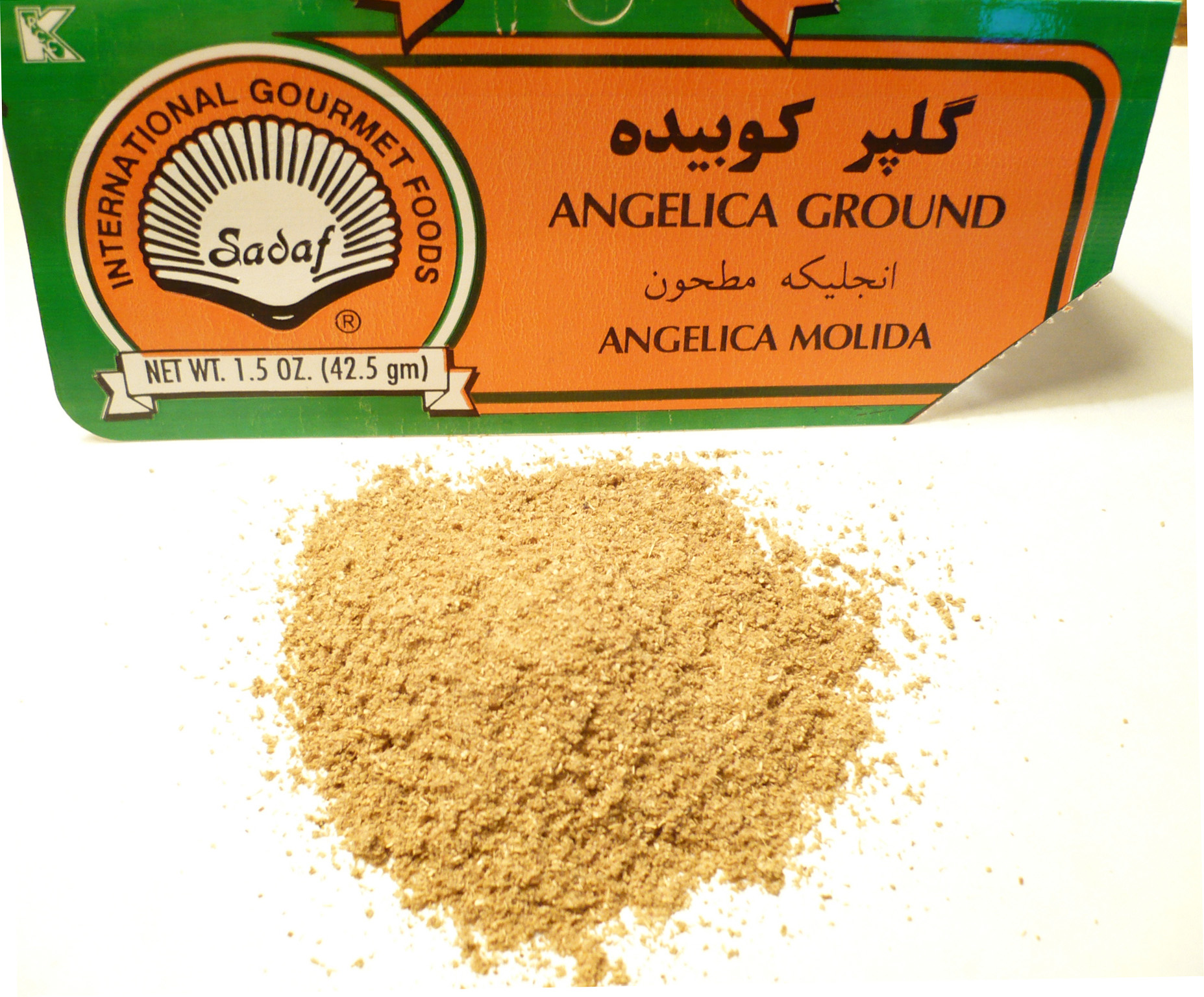
Коробочка голпара

Высушенные семена борщевика персидского используются для приготовления острой горькой приправы голпар, традиционной для персидской кухни. Как правило, голпар используется для овощей (бобовые, картофель, салаты), а также в супах. При сушке семян ядовитость пропадает.
Из-за специфического статуса борщевика персидского в Финляндии приправа голпар находится под запретом. Одним из распространённых способов обхода запрета на распространение изделий, чье производство связано с переработкой борщевика, является указание в составе продукта не борщевика, а другого растения семейства Зонтичные — дягиля лекарственного.